# Lüliang
Lüliang (吕梁S, LǚliángP) è una città-prefettura della Cina nella provincia dello Shanxi.

## Suddivisioni amministrative
- Distretto di Lishi
- Xiaoyi
- Fenyang
- Contea di Wenshui
- Contea di Zhongyang
- Contea di Xing
- Contea di Lin
- Contea di Fangshan
- Contea di Liulin
- Contea di Lan
- Contea di Jiaokou
- Contea di Jiaocheng
- Contea di Shilou